# Om
Óm (tudi izvorno nemško ohm; oznaka Ω) je izpeljana enota mednarodnega sistema enot za merjenje električnega upora (električne upornosti), impedance in reaktance. Imenuje se po nemškemu fiziku Georgu Simonu Ohmu (1789-1854), ki je leta 1826 odkril in leto kasneje 1827 zapisal sorazmernostno povezavo med električno napetostjo in električnim tokom, znano kot Ohmov zakon.
Električni upornik ima električni upor enega oma, če pri toku 1 A na njem pade napetost za 1 V (R=V/I). To lahko izrazimo tudi v osnovnih enotah SI: električni upornik, ki porabi 1 W električne moči pri toku 1 A, ima upor 1 Ω (R = P/I2).
Tisoč omov je 1 kilo om z oznako kΩ. Milijon omov je 1 megaom z oznako MΩ. Ostali redovi velikosti si sledijo podobno.
Obratna vrednost oma je simens (včasih tudi mho, palindrom oma), izpeljana enota SI za električno prevodnost.